# 武当山
武当山（ぶとうさん、ウーダンシャン）は、中華人民共和国湖北省十堰市にある山。又の名を太和山という。周囲400km、72峰からなる広大な山で、主峰は天柱峰(標高1612m)。山脈中には100を超える道観（道教寺院）群がある。
「玄天真武大帝」を奉る道教武当派と中国武術の武当拳の発祥地。道観は元の時代に戦火で焼失し、明の洪武帝の時代に再建された。道観と建物は1994年にユネスコ世界遺産（武当山古建築）となる。中華人民共和国国家級風景名勝区（1982年認定）、中国の5A級観光地（2011年認定）でもある。
日本では、映画『グリーン・デスティニー』中に物語の舞台として登場し、広く知られるようになった。